# Присавай (Сарайский айылный аймак)
Присавай (кирг. Присавай) — село в Кара-Сууском районе Ошской области Кыргызстана. Входит в состав Сарайского айылного аймака.

## География
Село расположено в северо-западной части области, к югу от канала Савай, на расстоянии приблизительно 10 километров (по прямой) к востоко-северо-востоку от города Кара-Суу, административного центра района.

## Население
Согласно оценочным данным Национального статистического комитета Кыргызской Республики, численность населения села на начало 2023 года составляла 685 человек.
| год     | 2009 | 2014 | 2015 | 2020 | 2021 | 2023 |
| ------- | ---- | ---- | ---- | ---- | ---- | ---- |
| человек | 387  | 662  | 732  | 654  | 590  | 685  |